# Au-delà du principe de plaisir
Au-delà du principe de plaisir est un ouvrage publié par Sigmund Freud en 1920, qui marque un tournant important dans la théorie freudienne des pulsions, avec l'introduction des pulsions de mort (thanatos) et de vie (éros). 

## Présentation
Freud annonce la fin de la rédaction, à Lou Andreas-Salomé en avril 1919, et à Sándor Ferenczi en mai 1919. Il indique à ses interlocuteurs qu'il s'agit d'une contribution à la métapsychologie. Il y introduit une modification en 1920, le chapitre 6. L'ouvrage est finalement publié en décembre 1920 à Leipzig à l'Internationaler psychoanalytischer Verlag; il sera remanié dans les éditions successives entre 1921 et 1925. Il est traduit en français par Samuel Jankélévitch, et publié en 1927, dans l'ouvrage Essais de psychanalyse.
Au-delà du principe de plaisir inaugure le tournant théorique décisif des années 1920 qui donnera naissance à la seconde topique. Michèle Porte écrit : « Au-delà du principe de plaisir est présenté par Freud comme le troisième pas dans la théorie des pulsions ». C'est en effet,  selon cette auteure, « l'essai qui introduit à la dynamique des pulsions de vie et de mort ».

## Éditions
- Sigmund Freud, Jenseits des Lustprinzips, Leipzig-Vienne-Zurich, Internat. Psychoanal. Verlag, 1920g & G.W. XIII, p. 1-69.

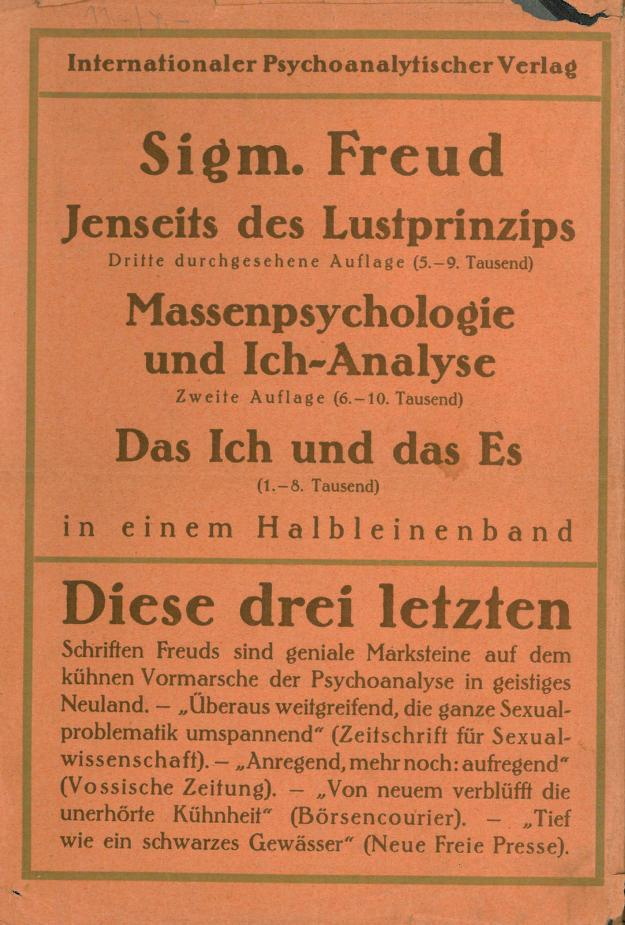
1923, 3e édition de Jenseits des Lustprinzips à l' Internationationaler psychoanalytischer Verlag, avec Psychologie des masses et analyse du moi et Le Moi et le Ça.

  - 1927, Au-delà du principe de plaisir, traduit par S. Jankélévitch, in S. Freud, Essais de psychanalyse, Paris, Payot, p. 11-81.
  - 1981, Au-delà du principe de plaisir, traduit par J. Laplanche et J.-B. Pontalis, in S. Freud, Essais de psychanalyse, Paris, Payot, p. 43-115.
    - 2010, Au-delà du principe de plaisir, traduit par  J. Laplanche et J-B. Pontalis, Préface d'Élise Pestre, Paris, Payot, coll. "Petite Bibliothèque Payot",  (ISBN 978-2-228-90553-4)

  - 1996, Au-delà du principe de plaisir, traduit par J. Altounian, A. Bourguignon, P. Cotet, A. Rauzy, in Œuvres complètes de Freud / Psychanalyse, Volume XV, Paris, PUF, p. 273-336,  (ISBN 2 13 047850 6)
    - 2013, Au-delà du principe de plaisir, traduit par J. Altounian, A. Bourguignon, P. Cotet, A. Rauzy, Préface de Jean Laplanche, Paris, PUF, collection Quadrige,  (ISBN 978-2-13-062432-5) [lire en ligne]

  - 2013, (de) Jenseits des Lustprinzips. Neu-Edition, Erstabdruck der Urfassung (1919) und Kommentar   in Luzifer-Amor, N° 51 (sous la direction de Michael Schröter), Francfort-sur-le-Main, Brandes & Apsel Verlag, p. 7-91[6].

### Controverses éditoriales en retour aux manuscrits
En 2010, l’œuvre et la correspondance de Freud tombent dans le domaine public, ce qui rend désormais plus accessible le retour  aux textes freudiens dans leur genèse, d'où certaines controverses à propos du travail éditorial sur l'essai particulièrement important que représente Au-delà du principe de plaisir dans l'histoire de la théorie psychanalytique.
Dans un article de 2014, Renate Sachse rend compte du numéro 51 de la revue d'histoire de la psychanalyse Luzifer-Amor qui s'apparente exceptionnellement, selon elle, à une « monographie critique » concernant les différentes phases d'écriture par Freud d'Au-delà du principe de plaisir,. Dans ce texte important, Freud élabore le troisième temps de la théorie des pulsions et introduit la pulsion de mort (le Todestrieb) . En partant des deux manuscrits préparant chez Freud la version définitive de Jenseits des Lustprinzips — celle des Gesammelte Werke (Œuvres complètes) —, les coauteurs du numéro, Ulrike May et Michael Schröter,  présentent une nouvelle édition où ils exposent « toutes les strates du texte depuis les deux premières versions autographes », ce qui représente en soi « un événement sans précédent », mais qui donne lieu en 2013 à des controverses, notamment à une sévère critique d’Ilse Grubrich-Simitis (de) dans la revue psychanalytique Psyche (de), Grubrich-Simitis étant connue pour ses travaux sur les manuscrits de Freud,,. Dans le premier manuscrit d' Au-delà le principe de plaisir écrit par Freud entre mi-mars et mi-avril 1919, il n'est question ni de « pulsion de mort », ni d'« eros ».

## Composition et analyse de l'ouvrage

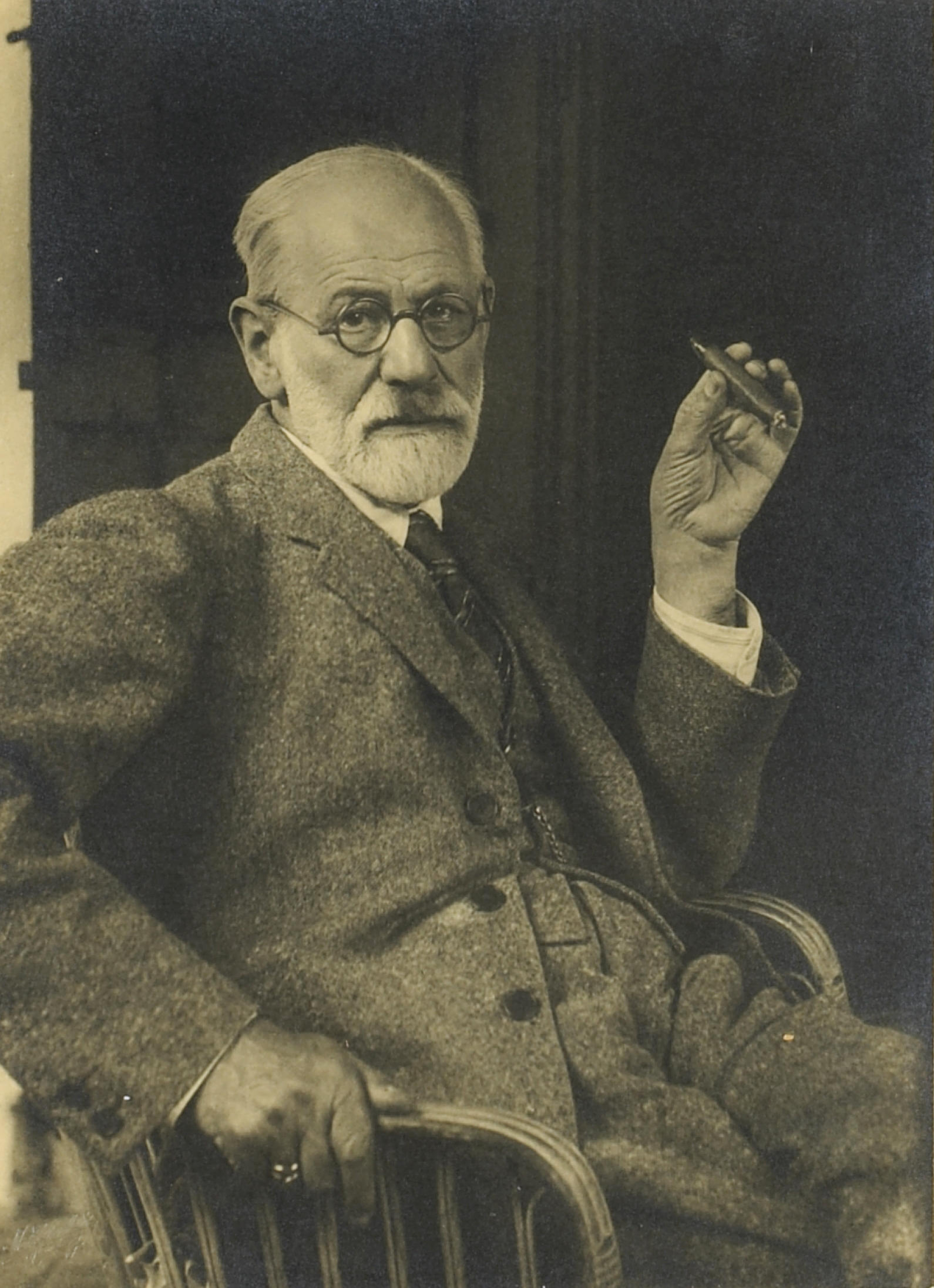
Sigmund Freud vers 1921, par Max Halberstadt

Selon Jean Laplanche, le texte est « divisé en chapitres dont chacun conserve une certaine autonomie de pensée et de style tout en s’intriquant avec les autres ».
1. Chapitre I. Freud cherche à réduire d'éventuelles difficultés intrinsèques dans le fonctionnement du principe de plaisir en adoptant ce qu'il appelle le point de vue économique. Le plaisir correspond à une diminution de la tension, le déplaisir à un accroissement de cette tension. Freud fait alors appel à des notions plus techniques, comme celles de l’homéostase ou de la stabilité : « le système biologique serait essentiellement dirigé par une tendance vers l’état le plus stable possible, voire vers le « zéro », c’est-à-dire l’absence totale de tension »[10].
2. Chapitre II. D'autres difficultés auxquelles se heurte le principe de plaisir ont trait à une situation traumatique ou posttraumatique, telle que celle-ci peut se produire d'une part dans les névroses d'accident et dans les névroses de guerre, d'autre part avec des traumatismes moins violents comme dans le jeu de très petits enfants (jeu de la bobine), ainsi que Freud l'observe dans le cas de son petit-fils Ernst[10],[11].
3. Chapitre III. Freud argumente sur sa longue expérience du travail analytique et sur l’universalité du transfert dans la cure, du fait que les patients préfèrent répéter le refoulé plutôt que de s’en souvenir, se trouvant ainsi sous l’emprise de la contrainte de répétition. Il ajoute  la notion de « contrainte de destin » à partir d'un épisode poétique du Tasse qui en représente une réalisation saisissante[10].
4. Chapitre IV. D'après Laplanche, les chapitres IV et V peuvent en fait être abordés conjointement étant donné l'avertissement : « Tout ce qui suit est spéculation... ». Il va s'agir du thème de la mort, d'autant plus présent qu' Au-delà le principe de plaisir est rédigé à la sortie de la guerre de 1914-1918. Freud remonte aussi à ses anciens articles métapsychologiques. Il part « des débuts de la vie sur la Terre, c’est-à-dire “d’une vésicule indifférenciée de substance stimulable” immergée dans un monde mort, lequel est de plus parcouru de quantités d’énergie incomparablement plus grandes que celles de l’intérieur ». Il reprend  le schéma de l’appareil psychique du chapitre spéculatif de L'Interprétation du rêve (1900), en  reconstruisant cet appareil « de façon historique, mécanique et génétique à la fois ». Ce qui est nouveau, c’est « l’écorce protectrice du système […] nommée “pare-stimuli” ; elle maintient la limite entre les niveaux interne et externe de l’énergie ». Douleur et traumatisme sont décrits comme des effractions du pare-stimuli[10] (ou « pare-excitation »[12]). D'après Michèle Porte, le pare-excitation a pour fonction de définir le trauma du point de vue économique et d'introduire ensuite la fonction de « liaison de l'énergie psychique qui rejoint la contrainte de répétition »[1].
5. Chapitre V. À partir de ce chapitre qui prolonge d'abord la voie de la contrainte de répétition, Michèle Porte observe comment « le référentiel change ». Freud livre sa réflexion : « Mais de quelle espèce est la cohérence  entre le pulsionnel et la contrainte de répétition ? Ici l'idée doit s'imposer à nous que nous avons découvert la trace d'un caractère général des pulsions, peut-être de toute vie organique […] Une pulsion serait donc une poussée, inhérente à l'organique vivant, au rétablissement d'un état antérieur […] »[1]. Étant donné l'antériorité posée d'un état sans vie déjà là par rapport au vivant, on est en droit de dire, écrit Jean Laplanche en commentant ce passage, que « le but de toute vie est la mort ». Laplanche en tire pour sa part la conclusion suivante : « C’est donc bien dans ce chapitre qu’est introduite la notion de “pulsion de mort” »[10]. À contre-courant toutefois, le personnage d' « Éros » entre en scène en fin de chapitre, en quelques lignes[10].
6. Chapitre VI. Une fois admis le grand dualisme des pulsions de vie et des pulsions de mort, Freud reprend sa spéculation  en faisant une place aux auteurs « qui se sont intéressés aux finalités dernières de l’existence » (Fliess, A. Weismann, Jung…), puis se trouve « confronté au remaniement majeur de sa théorie des pulsions »[10]. Il s'ensuit l'équation : pulsions du Moi=pulsions de mort, pulsions sexuelles=pulsions de vie[1]. Avec le rappel du mythe d'Aristophane sur les origines de l'amour énoncé dans Le Banquet de Platon, l'hypothèse selon laquelle « à l'état initial, la substance vivante était “continue” », il s'avère qu' « Éros vise à rétablir cette continuité, via la réunion des gamètes », tandis qu'au contraire, la pulsion de mort désagrège les organismes « pour atteindre son but » : dès lors, « le conflit pulsionnel est établi »[1].
7. Chapitre VII.  Ce chapitre qui vaut pour une conclusion soulève cependant beaucoup de nouvelles questions ; le principe de plaisir est interrogé sur ses relations avec les divers concepts « mis en avant dans l’ensemble du texte : répétition, pulsions de vie et de mort, processus libres et processus liés, etc. ». Jean Laplanche cite quelques formules clés jalonnant l'exposé, qui sont à retenir comme celle des « innombrables autres questions auxquelles, pour l’instant, il n’est pas possible de répondre » et  encore celle-ci : « Le principe de plaisir semble être tout simplement au service des pulsions de mort »[10].

## Réception
De cet essai, Jean Laplanche dit qu'il est « le texte le plus fascinant et le plus déroutant de l'œuvre freudienne », tant l'auteur y manifeste d'audace et de liberté,. Mais il a été souvent mal accueilli (par exemple, par Ernest Jones), en raison de sa difficulté.  À l'inverse, Sándor Ferenczi en avait anticipé le thème dès 1913. Selon Michèle Porte, la pulsion de mort a été « soit refusée, soit réduite aux pulsions de destruction » (Melanie Klein), soit ravalée au rang de justification d'un point de vue structural (Jacques Lacan).